# Беккали, Луиджи
Луиджи Беккали — итальянский бегун на средние дистанции.

## Биография
Родился в Милане. В начале своей спортивной карьеры увлекался велосипедным спортом и лёгкой атлетикой. После того как он познакомился со своим будущим тренером Дином Наем, он окончательно перешёл на бег. Специализировался в беге на 1500 метров.
После завершения спортивной карьеры переехал в США. Скончался в городе Дейтона-Бич в 1990 году.

## Спортивная карьера
В 1928 году дебютировал на Олимпийских играх в Амстердаме, но не смог добиться серьёзных успехов. На Олимпийских играх 1932 года выиграл золотую медаль с олимпийским рекордом 3.51,2. После победы на Олимпиаде он стал национальным героем. До сих пор он остаётся единственным олимпийским чемпионом Италии в беге на средние дистанции. В 1933 году установил 2 мировых рекорда в беге на 1500 метров. На следующий год он стал победителем первого чемпионата Европы. Бронзовый призёр Олимпийских игр 1936 года с результатом 3.49,2. Последним крупным успехом стала бронзовая медаль на чемпионате  Европы 1938 года. За годы карьеры 9 раз выигрывал чемпионат Италии на дистанциях 1500 и 5000 метров.